# Інститут Служби безпеки України Національного юридичного університету імені Ярослава Мудрого
Інститу́т Слу́жби безпе́ки Украї́ни Націона́льного юриди́чного університе́ту і́мені Яросла́ва Му́дрого — військовий навчальний підрозділ  у складі вищого навчального закладу, який здійснює підготовку фахівців для потреб Служби безпеки України за освітніми ступенями бакалавра і магістра в галузі знань «Право» (шифр 08) спеціальності 081 «Право» (бакалавр, магістр) та 262 «Правоохоронна діяльність» (магістр) та підвищення кваліфікації співробітників СБУ.
Підготовка фахівців здійснюється за двома профілями:
- Правові засади діяльності Служби безпеки України (бакалавр);
- Правові засади державної безпеки (магістр).

## Історія
Наказом Голови СБ України від 8 липня  1994 року засновано військовий навчальний підрозділ - Факультет № 5 (слідчий факультет) Інституту підготовки кадрів для Служби безпеки України при Українській юридичній академії (з дислокацією в м. Харкові). Його створенню передувало укладення договору від 5 червня 1992 року між СБ України та Українською юридичною академією про підготовку фахівців з вищою юридичною освітою для СБ України.
З 1996 року навчальний підрозділ зазнав низку організаційно-правових змін від факультету до Інституту.
З лютого 2016 року навчальний мав назву Інститут підготовки юридичних кадрів для Служби безпеки України Національного юридичного університету імені Ярослава Мудрого.  
4 червня 2024 року спільним наказом СБУ та НЮУ ім. Ярослава Мудрого Інститут перейменовано на Інститут Служби безпеки України Національного юридичного університету імені Ярослава Мудрого.

## Навчальний процес
Навчальний процес в Інституті здійснюється відповідно до вимог Закону України «Про вищу освіту», Положення про проходження військової служби (навчання) за контрактом курсантами (слухачами) вищих військових навчальних закладів Служби безпеки України, затвердженого Указом Президента України № 739/2019 від 9 жовтня 2019 року, Положення про організацію освітнього процесу в Національному юридичному університеті імені Ярослава Мудрого, затвердженого Наказом ректора університету № 128 від 26.06.2015 року.
Основним завданням Інституту є підготовка фахівців для потреб Служби безпеки України, згідно з державним замовленням та вимогами, що визначені в установленому порядку освітньо-професійними програмами, за освітніми ступенями бакалавра і магістра в галузі знань «Право» (шифр 08) спеціальності «Право» (код 081), за освітнім ступенем магістра «Правоохоронна діяльність» (код 262) та підвищення кваліфікації співробітників Служби безпеки України.
Після закінчення навчання за ступенем «Магістр» випускники отримують військове звання «лейтенант».
Для наукового забезпечення навчального процесу та пошуку ефективних шляхів вирішення нагальних проблем сучасної оперативно-службової діяльності СБ України в Інституті здійснюються наукові дослідження з питань досудового розслідування, контррозвідувальної й оперативно-розшукової діяльності, протидії злочинам проти основ національної безпеки, правового забезпечення оперативно-службової діяльності СБ України.
На базі кафедр функціонують курсантські наукові гуртки.
З метою наближення навчального процесу до майбутньої практичної діяльності курсанти Інституту проходять практику в підрозділах СБ України, до яких планується розподіл випускників для подальшого проходження служби.
Одним із основних елементів професійного навчання майбутніх співробітників СБ України є фізичне виховання та спеціальна фізична підготовка. На базі Національного юридичного університету в сучасних спортивних залах курсанти тренуються з різних видів спорту, мають вагомі досягнення.

## Вступ до Інституту
Кандидатом на навчання може бути особа, яка має повну загальну середню або вищу освіту, віком від 17 до 30 років, у тому числі якій 17 років виповнюється у рік початку військової служби (навчання).
Прийом до Інституту на всі ступені вищої освіти здійснюється на конкурсній основі за відкритою пропозицією (відкритий конкурс).
На перший курс на навчання для здобуття ступеня бакалавра за спеціальністю 081 «Право» приймаються особи з повною загальною середньою освітою.
На навчання для здобуття ступеня магістра за спеціальністю 081 «Право» приймаються особи, які здобули ступінь бакалавра за спеціальністю
081 «Право»:
- з числа курсантів Інституту;
- з числа цивільних осіб які не мають військових (спеціальних) звань осіб офіцерського (начальницького) складу і на час вступу до Інституту не проходять навчання на кафедрах військової підготовки або відділеннях військової підготовки закладів вищої освіти.

Строк навчання в Інституті становить: для здобуття ступеня: бакалавра - 4 роки; для здобуття ступеня магістра - 1 рік і 6 місяців. 

## Умови вступу
Згідно із Законом України «Про державну таємницю» за згодою кандидата, який не є співробітником Служби безпеки України, проводиться відповідна перевірка. Детальні умову вступу розміщені на сайті НЮУ ім. Ярослава Мудрого.